# Tour América 1996
América Tour 1996 (conocida también como Gira Nada Es Igual)  fue una gira de conciertos perteneciente al intérprete mexicano Luis Miguel durante la última parte de 1996 para promocionar su álbum Nada es igual.

## Lista de canciones interpretadas
| América Tour : (1 legs, 12 shows) Nov/15/1996 - Dec/14/1996 | |                                               |          |  |
| N.º                                                         | Título | Original album                                | Duración |  |
| 1.                                                          | «Introducción» |                                               |          |  |
| 2.                                                          | «Dame Tu Amor» | Aries                                         |          |  |
| 3.                                                          | «Me Niego a Estar Solo» | Aries                                         |          |  |
| 4.                                                          | «Up Tempo Medley» (Un Hombre Busca Una Mujer / Cuestión de Piel / Oro de Ley)                                                                      | Busca Una Mujer, 20 Años                      |          |  |
| 5.                                                          | «Medley» (Yo Que No Vivo Sin Ti / Culpable o No / Más allá de Todo / Fría Como el Viento / Entrégate / Tengo Todo Excepto a Ti / La Incondicional) | Soy Como Quiero Ser, 20 Años, Busca Una Mujer |          |  |
| 6.                                                          | «Si Te Vas» | Nada Es Igual                                 |          |  |
| 7.                                                          | «Hasta el Fin» | Aries                                         |          |  |
| 8.                                                          | «Nada Es Igual» | Nada Es Igual                                 |          |  |
| 9.                                                          | «Intro (Guitarra) - Todo y Nada» | Segundo Romance                               |          |  |
| 10.                                                         | «No Sé Tú» | Romance                                       |          |  |
| 11.                                                         | «No Me Platiques Más» | Romance                                       |          |  |
| 12.                                                         | «La Barca» | Romance                                       |          |  |
| 13.                                                         | «Nosotros» | Segundo Romance                               |          |  |
| 14.                                                         | «El Día Que Me Quieras» | Segundo Romance                               |          |  |
| 15.                                                         | «Intro (Saxofón) - Qué Nivel de Mujer» | Aries                                         |          |  |
| 16.                                                         | «Sueña» | Nada Es Igual                                 |          |  |
| 17.                                                         | «Come Fly With Me» | Duets II                                      |          |  |
| 18.                                                         | «Dame» | Nada Es Igual                                 |          |  |
| 19.                                                         | «La Media Vuelta» | Segundo Romance                               |          |  |
| 20.                                                         | «Amanecí En Tus Brazos» | El Concierto                                  |          |  |
| 21.                                                         | «Si nos dejan» | El Concierto                                  |          |  |
| 22.                                                         | «Suave» | Aries                                         |          |  |
| 23.                                                         | «Como Es Posible Que a Mi Lado» | Nada Es Igual                                 |          |  |
| 24.                                                         | «Será Que No Me Amas» | 20 Años                                       |          |  |

## Fechas de la gira
| Fecha                   | Ciudad         | País       | Lugar                             | Audiencia  |
| Sudamérica              | Sudamérica     | Sudamérica | Sudamérica                        | Sudamérica |
| ----------------------- | -------------- | ---------- | --------------------------------- | ---------- |
| 15 de noviembre de 1996 | Río de Janeiro | Brasil     | Arena Metropolitan                | 9,600      |
| 16 de noviembre de 1996 | São Paulo      | Brasil     | Teatro Olympia                    | 5,000      |
| 17 de noviembre de 1996 | São Paulo      | Brasil     | Teatro Olympia                    | 5,000      |
| 19 de noviembre de 1996 | Lima           | Perú       | Estadio Niño Héroe Manuel Bonilla | 10,000     |
| 22 de noviembre de 1996 | Quito          | Ecuador    | Estadio Olímpico Atahualpa        | 35,000     |
| 30 de noviembre de 1996 | Santiago       | Chile      | Estadio Nacional de Chile         | 45,000*    |
| 3 de diciembre de 1996  | Asunción       | Paraguay   | Estadio Defensores del Chaco      | 45,000     |
| 7 de diciembre de 1996  | Buenos Aires   | Argentina  | Estadio Monumental                | 60,000     |
| 8 de diciembre de 1996  | Buenos Aires   | Argentina  | Estadio Monumental                | 60,000**   |
| 10 de diciembre de 1996 | Montevideo     | Uruguay    | Estadio Centenario                | 50,000     |
| 12 de diciembre de 1996 | Córdoba        | Argentina  | Estadio Chateau Carreras          | 30,000     |
| 14 de diciembre de 1996 | Rosario        | Argentina  | Estadio Gigante de Arroyito       | 32,000     |
| 29 días                 | 10 ciudades    | 7 países   | 10 recintos                       | 386,600    |

## Banda
- Voz: Luis Miguel
- Guitarra: Kiko Cibrian
- Bajo: Lalo Carrillo
- Piano: Francisco Loyo
- Teclado: Arturo Pérez
- Batería: Víctor Loyo
- Percusión: Tommy Aros
- Saxo: Jeff Nathanson
- Trompeta: Francisco Abonce
- Trompeta: Cleto Escobedo
- Trombón: Víctor Potenza
- Trombón: Alejandro Carballo
- Voz: Sandra Allen, Hannah Mancini